# Saint-Pey-de-Castets
Saint-Pey-de-Castets è un comune francese di 639 abitanti situato nel dipartimento della Gironda nella regione della Nuova Aquitania.

## Società

### Evoluzione demografica
Abitanti censiti